# 인터넷 키 교환
인터넷 키 교환 또는 인터넷 키 익스체인지(Internet Key Exchange, IKE, IKEv1 및 IKEv2 버전)은 컴퓨팅에서 IPsec 프로토콜 제품군에서 SA(보안 연관)를 설정하는 데 사용되는 프로토콜이다. IKE는 오클리 프로토콜과 ISAKMP를 기반으로 구축되었다. IKE는 인증을 위해 X.509 인증서(사전 공유 또는 DNS(바람직하게는 DNSSEC 사용)를 사용하여 배포)와 디피-헬먼 키 교환을 사용하여 암호화 키가 파생되는 공유 세션 비밀을 설정한다. 또한 연결할 모든 피어에 대한 보안 정책을 수동으로 유지해야 한다.

## 같이 보기
- 컴퓨터 네트워크
- IPsec